# رتینوسکوپ
شَبَکیه‌بین یا رتینوسکوپ (retinoscope) دستگاهی است که بوسیلهٔ آن می‌توان نیروی انکساری چشم را حتی بدون همکاری بیمار تعیین کرد. این کار در تعیین نمرهٔ عینک کودکان ارزش دارد.

## روش معاینه
برای استفاده از رتینوسکوپ یک منبع درخشان نور در عقب و پهلوی چشم معاینه شونده قرار داده می‌شود و معاینه‌کننده در فاصلهٔ یک متری می‌ایستد و از طریق سوراخی در وسط یک آینه به چشم معاینه شونده نگاه می‌کند. آنگاه شخص معاینه‌کننده این آینه را از طرفی به طرف دیگر می‌چرخاند و درحالیکه شخص معاینه شونده، نگاه خود را به چشم معاینه‌کننده دوخته است یک دسته نور بازتابی را به داخل مردمک شخص معاینه شونده می‌تاباند. هر گاه شخص معاینه شونده طبیعی باشد، هنگامی که این دستهٔ نور در عرض مردمک حرکت می‌کند سراسر مردمک به‌طور یکپارچه قرمز به نظر می‌رسد. هرگاه نیروی انکساری چشم غیرطبیعی باشد، قرمزی مردمک فقط در یک طرف (طرفی که نور تابانده شده- مربوط به هیپرمتروپی- یا طرف مقابل- مربوط به میوپی) ظاهر می‌شود.

## تعیین نمرهٔ عینک
برای تعیین نمرهٔ عینک، عدسی‌های مختلف یکی پس از دیگری در جلوی چشم بیمار قرار داده می‌شود تا اینکه قرمزی ناگهان و به‌طور یکپارچه سراسر مردمک را بپوشاند. باید توجه داشت که در رتینوسکوپی چشمی مورد معاینه قرار می‌گیرد که بر روی چشم معاینه‌کننده در فاصلهٔ یک متری متمرکز شده‌است.